# Fazenda Engenho d'Água (Ilhabela)
Fazenda Engenho D'Água é, atualmente, o Parque Municipal Fazenda Engenho D’Água. Trata-se de uma propriedade rural histórica do final do século XVIII ou início do XIX, localizada no município de Ilhabela, no estado de São Paulo.

## Histórico
A Fazenda Engenho d’Água tem sua origem estimada em fins do século XVIII ou início do XIX, época em que a produção açucareira no litoral norte ganha expressão. Originalmente, foi uma fazenda de cana de açúcar com engenho d’água. Como muitos outros engenhos em Ilhabela, passou a produzir cachaça, até esta se tornar a principal atividade de produção.
Depois de outros proprietários, em 1939 o imóvel, bastante degradado, foi comprado por Maria Leonor de Souza Dias da Silva Gontier e seu marido Bernard Gontier.
Logo voltaram a plantar cana de açúcar na propriedade e ter nova produção de cachaça, que durou até a década de 1970.
Na década de 1960, teve um polêmico projeto de abrigar um campo de aviação e de loteamento de uma grande área da fazenda pelo seu proprietário na década de 1980.
Em 2015, a Prefeitura Municipal de Ilhabela adquiriu o imóvel, contendo a casa sede, o engenho d’água, aqueduto e pequena represa; um alambique, cinco tonéis de madeira amendoim com capacidade de 20.000 litros cada, e outras construções existentes, desde a antiga escola dos filhos dos trabalhadores da fazenda (em frente à avenida) até as baias dos cavalos mais ao fundo do terreno, além de algumas tralhas da fazenda e dois veículos. 
Em setembro de 2021, a fazenda foi aberta ao público com uma exposição permanente com 24 painéis contando a história da Fazenda e dos Engenhos, e que contou com o lançamento do livro "A Fazenda Engenho d'Água e os Engenhos de Ilhabela", do arqueólogo e historiador Plácido Cali.

## Arquitetura

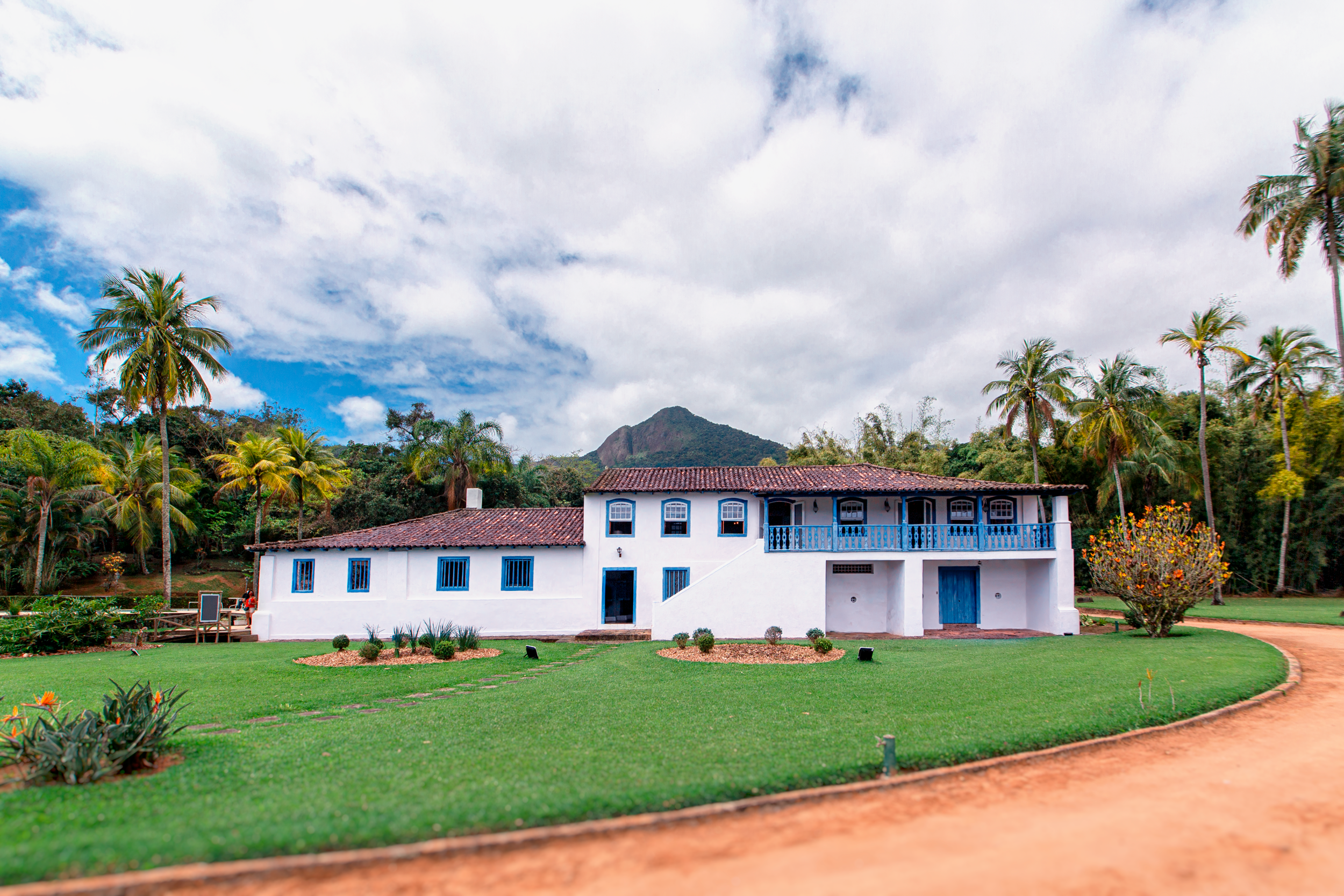
Vista da fachada principal do edifícil, em que se destaca o alpendre que encara a praia.

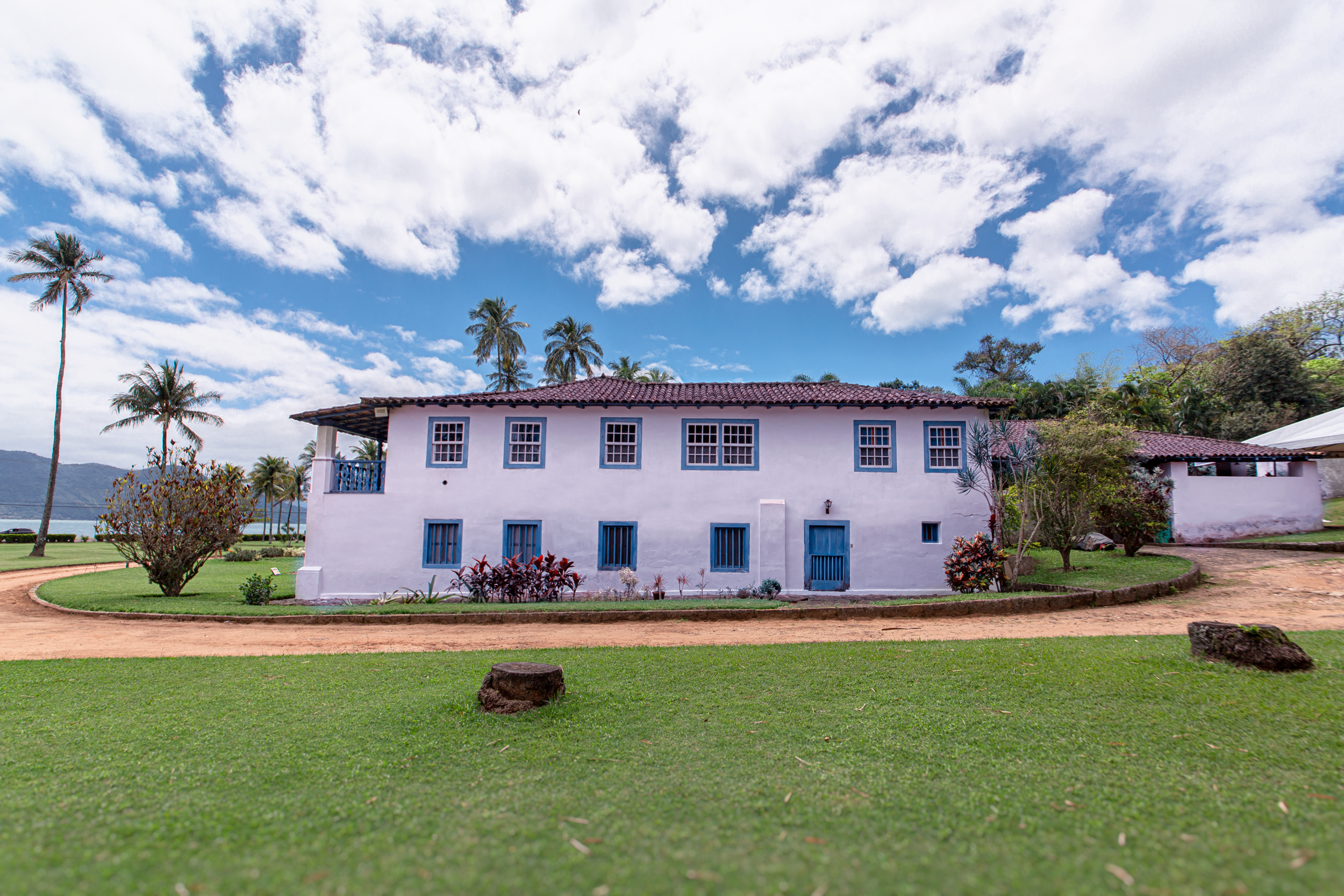
Vista lateral do edifício, mostrando outro ângulo das águas do telhado e parte da praia.

O edifício principal abrigava tanto as atividades industriais quanto a de moradia dos proprietários. O pavimento superior da casa possui um alpendre de frente para a praia, acessível por escada lateral, que dá acesso ao pavimento superior da casa e possibilitava, também, a fiscalização dos trabalhos na fazenda.
O partido e a organização arquitetônica também eram lusitanos e inéditos no Brasil, mas respeitando a antiga imposição colonial, que exigia um alpendre, onde ocorria a intermediação entre o público e o privado. 
Conforme já demostraram Lemos & Mori  “em todos esses engenhos do litoral norte, paredes mestras, embasamentos e colunas de pedra entaipada. Paredes divisórias e dos puxados, de taipa de mão” (p. 138)
Ainda segundo os mesmos autores, “sua restauração deu-se por volta de 1947, sendo o projeto do arquiteto Oswaldo Bratke que, com a anuência do IPHAN, no alpendre, manteve o assoalhado original agora apoiado em estrutura de concreto”.
Sua construção baseia-se em alicerces, colunas e algumas paredes do térreo em alvenaria de pedra e cal; e paredes internas e as externas do piso superior em pau a pique (taipa de mão). O telhado possui diversas águas, com longos beirais, e telhas capa e canal.

## Tombamento
Tombada pelo IPHAN - Instituto do Patrimônio Histórico e Artístico Nacional: Processo 0347-T-45. Livro Belas Artes: Nº inscr. 402, vol. 1, f. 078, 22/10/1951. Livro Histórico: Nº inscr. 290, vol. 1, f. 049, 22/10/1951. 
Tombada pelo Condephaat - Conselho de Defesa do Patrimônio Histórico, Arqueológico, Artístico e Turístico: Processo 348/73. Resolução de Tombamento: Ex-Officio em 04/06/1979. Livro do Tombo Histórico: Nº inscr. 120, p. 20, 03/07/1979.
Registrada no Inventário do Patrimônio Edificado e Ambiental de Ilhabela, da Secretaria Municipal de Cultura de Ilhabela em março de 2021.

## Visitação
A Fazenda Engenho d'Água foi aberta em definitivo em setembro de 2021 com exposição permanente e monitoria de guias. A visitação é gratuita e o local é mantido e gerido pela Secretaria Municipal de Ilhabela.

## Exposições
A Fazenda Engenho d'Água recebeu a exposição de fotos antigas do arquipélago de Ilhabela (décadas de 1940 e 1950) em 2016.
Em 2020 recebeu a exposição de Joan Miró, pintor, gravador, escultor e ceramista, um dos artistas reconhecidos do Surrealismo, do Cubismo e do Fauvismo. Suas obras são marcadas pela espontaneidade e imaginário ilimitado. A Fazenda Engenho d'Água sediou a exposição por cento e vinte dias, exibindo vinte e duas litografias originais de Miró.
Em setembro de 2021 recebeu a exposição permanente com 24 painéis elaborados pelo arqueólogo e historiador Plácido Cali, contando a história da fazenda e dos engenhos de Ilhabela.